# Cratere Golubkina
Golubkina  è un cratere sulla superficie del pianeta Venere. Deve il suo nome ad Anna Semënovna Golubkina (in russo Анна Семёновна Голубкина?), scultrice sovietica di etnia russa. 